# Kvalifikacije za UEFA Europsku ligu 2009./10.
Kvalifikacije za UEFA Europsku ligu 2009./10. su započele 2. srpnja 2009. godine. Sastoje se od tri runde: prvo, drugo i treće pretkolo. Nakon kvalifikacija slijedi razigravanje, pa sama završnica natjecanja.
Napomena:

Sve utakmice su prikazane u srednjoeuropskom vremenu (CEST)

## Prvo pretkolo
| Prva momčad          | Rez.   | Druga momčad    | 1. ut. | 2. ut.    |
| -------------------- | ------ | --------------- | ------ | --------- |
| Sutjeska Nikšić      | 1:3    | MTZ-RIPO        | 1:1    | 1:2 (pr.) |
| Lahti                | 4:3    | Dinamo Tirana   | 4:1    | 0:2       |
| Grevenmacher         | 0:6    | Vėtra           | 0:3    | 0:3       |
| NSÍ Runavík          | 1:6    | Rosenborg       | 0:3    | 1:3       |
| Szombathelyi Haladás | 2:2(a) | Irtysh          | 1:0    | 1:2       |
| Sligo Rovers         | 2:3    | Vllaznia        | 1:2    | 1:1       |
| Olimpi Rustavi       | 4:0    | B36 Tórshavn    | 2:0    | 2:0       |
| Anorthosis           | 7:1    | Käerjéng        | 5:0    | 2:1       |
| Slaven Belupo        | 1:0    | Birkirkara      | 1:0    | 0:0       |
| Zimbru Kišinjev      | 3:2    | Okzhetpes       | 1:2    | 2:0       |
| Lisburn Distillery   | 1:11   | Zestaponi       | 1:5    | 0:6       |
| Helsingborg          | 4:2    | MIKA            | 3:1    | 1:1       |
| Valletta             | 5:2    | Keflavík        | 3:0    | 2:2       |
| Dinaburg             | 2:1    | Nõmme Kalju     | 2:1    | 0:0       |
| Budućnost            | 1:2    | Polonia Varšava | 0:2    | 1:0       |
| Narva Trans          | 1:6    | Rudar Velenje   | 0:3    | 1:3       |
| Motherwell           | 3:1    | Llanelli        | 0:1    | 3:0       |
| Banants              | 1:2    | Široki Brijeg   | 0:2    | 1:0       |
| Spartak Trnava       | 5:2    | Inter Baku      | 2:1    | 3:1       |
| Dinamo Minsk         | 3:2    | Renova          | 2:1    | 1:1       |
| Randers              | 7:0    | Linfield        | 4:0    | 3:0       |
| Simurq Zaqatala      | 0:4    | Bnei Yehuda     | 0:1    | 0:3       |
| Fram                 | 4:2    | The New Saints  | 2:1    | 2:1       |

### Prve utakmice
| 2. srpnja 2009. 15:30 |             |              |                                                         |
| Olimpi Rustavi        | 2:0         | B36 Tórshavn | Stadion Poladi, Rustavi Sudac: Artjom Kučin (Kazahstan) |
| Megreladze 10'        | (izvještaj) |              | Stadion Poladi, Rustavi Sudac: Artjom Kučin (Kazahstan) |

| 2. srpnja 2009. 17:00 |             |             |                                                                |
| Simurq Zaqatala       | 0:1         | Bnei Yehuda | Stadion Tofik Bakhramov, Baku1 Sudac: Richard Trutz (Slovačka) |
|                       | (izvještaj) | Baldout 83' | Stadion Tofik Bakhramov, Baku1 Sudac: Richard Trutz (Slovačka) |

| 2. srpnja 2009. 17:00          |             |                |                                                                             |
| Dinaburg                       | 2:1         | Nõmme Kalju    | Daugava Stadion, Daugavpils Broj gledatelja: 900 Sudac: Pawel Gil (Poljska) |
| Afanasjevs 63' Gučasvili 90+4' | (izvještaj) | Haavistu 90+2' | Daugava Stadion, Daugavpils Broj gledatelja: 900 Sudac: Pawel Gil (Poljska) |

| 2. srpnja 2009. 17:00 |             |                             |                                                        |
| Banants               | 0:2         | Široki Brijeg               | Stadion Hanrapetakan, Erevan2 Sudac: Jan Jilek (Češka) |
|                       | (izvještaj) | Ivanković 40' Rodrigues 65' | Stadion Hanrapetakan, Erevan2 Sudac: Jan Jilek (Češka) |

| 2. srpnja 2009. 17:30 |             |            |                                                             |
| Sutjeska Nikšić       | 1:1         | MTZ-RIPO   | Stadion Gradski, Nikšić Sudac: Arman Amirkhanyan (Armenija) |
| Medjedović 49'        | (izvještaj) | Bubnov 77' | Stadion Gradski, Nikšić Sudac: Arman Amirkhanyan (Armenija) |

| 2. srpnja 2009. 17:30                |             |               |                                                          |
| Lahti                                | 4:1         | Dinamo Tirana | Lahden Stadion, Lahti Sudac: Petur Reinert (Ovčji otoci) |
| Rafael 2' 86' Moilanen 43' Haara 52' | (izvještaj) | Kuli 28'      | Lahden Stadion, Lahti Sudac: Petur Reinert (Ovčji otoci) |

| 2. srpnja 2009. 17:30              |             |          |                                                                   |
| Valletta                           | 3:0         | Keflavík | Stadion Centenary, Ta' Qali3 Sudac: Pavle Radovanović (Crna Gora) |
| Falzon 25' Priso 49' Den Ouden 72' | (izvještaj) |          | Stadion Centenary, Ta' Qali3 Sudac: Pavle Radovanović (Crna Gora) |

| 2. srpnja 2009. 18:00 |             |                            |                                                                                     |
| Zimbru Kišinjev       | 1:2         | Okzhetpes                  | Zimbru Stadion, Kišinjev Broj gledatelja: 3.100 Sudac: Gerhard Grobelnik (Austrija) |
| Demerji 48'           | (izvještaj) | Karakulov 72' Çoňkaýew 74' | Zimbru Stadion, Kišinjev Broj gledatelja: 3.100 Sudac: Gerhard Grobelnik (Austrija) |

| 2. srpnja 2009. 18:00               |             |             |                                                        |
| Dinamo Minsk                        | 2:1         | Renova      | Dinamo Stadion, Minsk Sudac: Magnus Thorisson (Island) |
| Kisljak 72' (pen.) Strakhanovič 87' | (izvještaj) | Ibraimi 41' | Dinamo Stadion, Minsk Sudac: Magnus Thorisson (Island) |

| 2. srpnja 2009. 18:00 |             |                                           |                                                              |
| Narva Trans           | 0:3         | Rudar Velenje                             | A. Le Coq Arena, Tallinn4 Sudac: Mattias Gestranius (Finska) |
|                       | (izvještaj) | Cipot 9' (pen.) Omladič 61' Trifković 89' | A. Le Coq Arena, Tallinn4 Sudac: Mattias Gestranius (Finska) |

| 2. srpnja 2009. 19:00 |             |        |                                                                |
| Szombathelyi Haladás  | 1:0         | Irtysh | Stadion Rohonci Út, Szombathely Sudac: Albano Janku (Albanija) |
| Kenesei 79'           | (izvještaj) |        | Stadion Rohonci Út, Szombathely Sudac: Albano Janku (Albanija) |

| 2. srpnja 2009. 19:00 |             |               |                                                                       |
| Spartak Trnava        | 2:1         | Inter Baku    | Štadión Antona Malatinského, Trnava Sudac: Victor Shvetsov (Ukrajina) |
| Kožuch 20' 26'        | (izvještaj) | Gutiérrez 80' | Štadión Antona Malatinského, Trnava Sudac: Victor Shvetsov (Ukrajina) |

| 2. srpnja 2009. 19:00 |             |            |                                                                            |
| Slaven Belupo         | 1:0         | Birkirkara | Gradski Stadion, Koprivnica Sudac: Carlos Miguel Taborda Xistra (Portugal) |
| Csizmadia 3'          | (izvještaj) |            | Gradski Stadion, Koprivnica Sudac: Carlos Miguel Taborda Xistra (Portugal) |

| 2. srpnja 2009. 19:00 |             |                                |                                                                    |
| Grevenmacher          | 0:3         | Vėtra                          | Stade Josy Barthel, Luxembourg5 Sudac: Hristo Ristoskov (Bugarska) |
|                       | (izvještaj) | Grigaitis 11' 79' Mašitšev 26' | Stade Josy Barthel, Luxembourg5 Sudac: Hristo Ristoskov (Bugarska) |

| 2. srpnja 2009. 19:00                                             |             |          |                                                                       |
| Anorthosis                                                        | 5:0         | Käerjéng | Stadion Antonis Papadopoulos, Larnaca Sudac: Anthony Buttimer (Irska) |
| Da Costa 10' (auto-gol) Katsavakis 25' Frousos 62' 90+1' Cafú 67' | (izvještaj) |          | Stadion Antonis Papadopoulos, Larnaca Sudac: Anthony Buttimer (Irska) |

| 2. srpnja 2009. 19:00                       |             |          |                                                               |
| Randers                                     | 4:0         | Linfield | Essex Park Randers, Randers Sudac: Stephen Studer (Švicarska) |
| Berg 36' Sane 47' Nygaard 79' Lorentzen 80' | (izvještaj) |          | Essex Park Randers, Randers Sudac: Stephen Studer (Švicarska) |

| 2. srpnja 2009. 20:00 |             |                                  |                                                  |
| NSÍ Runavík           | 0:3         | Rosenborg                        | Gundadalur, Tórshavn6 Sudac: Alan Muir (Škotska) |
|                       | (izvještaj) | Zahora 21' 59' Lustig 89' (pen.) | Gundadalur, Tórshavn6 Sudac: Alan Muir (Škotska) |

| 2. srpnja 2009. 20:00 |             |                                 |                                                     |
| Sligo Rovers          | 1:2         | Vllaznia                        | Showgrounds, Sligo Sudac: Christof Virant (Belgija) |
| Cretaro 89' (pen.)    | (izvještaj) | Smajli 69' Keane 75' (auto-gol) | Showgrounds, Sligo Sudac: Christof Virant (Belgija) |

| 2. srpnja 2009. 20:00              |             |                |                                                          |
| Fram                               | 2:1         | The New Saints | Laugardalsvöllur, Reykjavík Sudac: Luc Wouters (Belgija) |
| S. Tillen 33' (pen.) Júlíusson 48' | (izvještaj) | Evans 24'      | Laugardalsvöllur, Reykjavík Sudac: Luc Wouters (Belgija) |

| 2. srpnja 2009. 20:30 |             |                          |                                                                                        |
| Budućnost             | 0:2         | Polonia Varšava          | Stadion Pod Goricom, Podgorica Broj gledatelja: 7.000 Sudac: Ioannis Stavridis (Grčka) |
|                       | (izvještaj) | Kozioł 54' Jodłowiec 65' | Stadion Pod Goricom, Podgorica Broj gledatelja: 7.000 Sudac: Ioannis Stavridis (Grčka) |

| 2. srpnja 2009. 20:45 |             |                                                        |                                                         |
| Lisburn Distillery    | 1:5         | Zestaponi                                              | Mourneview Park, Lurgan7 Sudac: Tamás Bognar (Mađarska) |
| Whelan 88'            | (izvještaj) | Gelashvili 11' 34' Grigalashvili 22' 38' Aptsiauri 52' | Mourneview Park, Lurgan7 Sudac: Tamás Bognar (Mađarska) |

| 2. srpnja 2009. 20:45        |             |                     |                                                       |
| Helsingborg                  | 3:1         | MIKA                | Olympia, Helsingborg Sudac: Stefan Messner (Austrija) |
| Larsson 50' 86' Sundin 90+2' | (izvještaj) | Montenegro Cano 66' | Olympia, Helsingborg Sudac: Stefan Messner (Austrija) |

| 2. srpnja 2009. 20:45 |             |              |                                                                                  |
| Motherwell            | 0:1         | Llanelli     | Excelsior Stadium, Airdrie8 Broj gledatelja: 4.307 Sudac: Tero Nieminen (Finska) |
|                       | (izvještaj) | S. Jones 28' | Excelsior Stadium, Airdrie8 Broj gledatelja: 4.307 Sudac: Tero Nieminen (Finska) |

Bilješke
- 1 Igrano u Bakuu na stadionu Tofik Bakhramov, jer stadion Simurqa Zaqatale, Gradski stadion Zaqatala nema UEFA licencu.
- 2 Igrano u Erevanu na Hanrapetakan Stadionu, jer Banantsov stadion, Banants Stadion nema UEFA licencu.
- 3 Igrano u Ta' Qaliju na nacionalnom stadionu Ta' Qali.
- 4 Igrano u Tallinnu na stadionu A. Le Coq Arena, jer stadion Narve Trans, Kreenholmi Staadion nema UEFA licencu.
- 5 Igrano u Luxembourgu na Stade Josy Barthelu, jer Grevenmacherov stadion, Op Flohr Stadion nema UEFA licencu.
- 6 Igrano u Tórshavnu na stadionu Gundadalur, jer stadion NSÍ Runavíka, Runavík Stadion nema UEFA licencu.
- 7 Igrano u Lurganu na Mourneview Parku, jer je stadion Lisburn Distilleryja, New Grosvenor Stadium na renovaciji.
- 8 Igrano u Airdrieu na Excelsior Stadiumu, jer je originalni Motherwellov stadion, Fir Park na renovaciji.

### Uzvratne utakmice
| 9. srpnja 2009. 15:00 |             |                                 |                                                             |
| Okzhetpes             | 0:2         | Zimbru Kišinjev                 | Torpedo Stadion, Kokshetau Sudac: Andriy Shandor (Ukrajina) |
|                       | (izvještaj) | O. Andronic 16' G. Andronic 19' | Torpedo Stadion, Kokshetau Sudac: Andriy Shandor (Ukrajina) |

| 9. srpnja 2009. 15:00                              |             |                    |                                                                          |
| Zestaponi                                          | 6:0         | Lisburn Distillery | Gradski stadion, Zestaponi Sudac: Augustus Viorel Constantin (Rumunjska) |
| Dvali 5' 39' 42' Gelashvili 44' Benashvili 86' 90' | (izvještaj) |                    | Gradski stadion, Zestaponi Sudac: Augustus Viorel Constantin (Rumunjska) |

| 9. srpnja 2009. 15:00 |             |               |                                                      |
| MIKA                  | 1:1         | Helsingborg   | Mika Stadion, Erevan Sudac: Boško Jovanetic (Srbija) |
| Ednei 83' (pen.)      | (izvještaj) | Makondele 68' | Mika Stadion, Erevan Sudac: Boško Jovanetic (Srbija) |

| 9. srpnja 2009. 16:00 |             |                      |                                                           |
| Irtysh                | 2:1         | Szombathelyi Haladás | Šahtjor Stadion, Karagandi1 Sudac: Halis Ozkahya (Turska) |
| Jurin 19' 34'         | (izvještaj) | Kenesei 23'          | Šahtjor Stadion, Karagandi1 Sudac: Halis Ozkahya (Turska) |

| 9. srpnja 2009. 16:00 |             |                                       |                                                                             |
| Inter Baku            | 1:3         | Spartak Trnava                        | Stadion Tofik Bakhramov, Baku2 Sudac: Ante Vučemilović-Šimunović (Hrvatska) |
| Gutiérrez 11'         | (izvještaj) | Sukennik 34' Kozuch 40' Procházka 48' | Stadion Tofik Bakhramov, Baku2 Sudac: Ante Vučemilović-Šimunović (Hrvatska) |

| 9. srpnja 2009. 17:00 |             |                 |                                                           |
| MTZ-RIPO              | 2:1 (pr.)   | Sutjeska Nikšić | Traktor Stadion, Minsk Sudac: Tom Harald Hagen (Norveška) |
| Ryndzyuk 67' 111'     | (izvještaj) | Todorović 63'   | Traktor Stadion, Minsk Sudac: Tom Harald Hagen (Norveška) |

| 9. srpnja 2009. 17:00 |             |                    |                                                          |
| Renova                | 1:1         | Dinamo Minsk       | Gradski Stadion, Skopje3 Sudac: Lasha Silagava (Gruzija) |
| Ibraimi 12'           | (izvještaj) | Kislyak 38' (pen.) | Gradski Stadion, Skopje3 Sudac: Lasha Silagava (Gruzija) |

| 9. srpnja 2009. 18:00    |             |                 |                                                           |
| Bnei Yehuda              | 3:0         | Simurq Zaqatala | Bloomfield Stadion, Tel Aviv Sudac: Radek Prihoda (Češka) |
| Galván 27' 66' Biton 86' | (izvještaj) |                 | Bloomfield Stadion, Tel Aviv Sudac: Radek Prihoda (Češka) |

| 9. srpnja 2009. 18:30 |             |          |                                                            |
| Nõmme Kalju           | 0:0         | Dinaburg | A. Le Coq Arena, Tallinn4 Sudac: Stuart Attwell (Engleska) |
|                       | (izvještaj) |          | A. Le Coq Arena, Tallinn4 Sudac: Stuart Attwell (Engleska) |

| 9. srpnja 2009. 18:30 |             |               |                                                                |
| Birkirkara            | 0:0         | Slaven Belupo | Nacionalni Stadion, Ta' Qali5 Sudac: Georgios Daloukas (Grčka) |
|                       | (izvještaj) |               | Nacionalni Stadion, Ta' Qali5 Sudac: Georgios Daloukas (Grčka) |

| 9. srpnja 2009. 19:00 |             |                          |                                                  |
| B36 Tórshavn          | 0:2         | Olimpi Rustavi           | Gundadalur, Tórshavn Sudac: Mario Vlk (Slovačka) |
|                       | (izvještaj) | Sirbiladze 6' Khubua 28' | Gundadalur, Tórshavn Sudac: Mario Vlk (Slovačka) |

| 9. srpnja 2009. 19:00 |             |       |                                                         |
| Dinamo Tirana         | 2:0         | Lahti | Qemal Stafa, Tirana Sudac: Vassilios Pamporidis (Grčka) |
| Diop 13' 70'          | (izvještaj) |       | Qemal Stafa, Tirana Sudac: Vassilios Pamporidis (Grčka) |

| 9. srpnja 2009. 19:00                            |             |              |                                                            |
| Vėtra                                            | 3:0         | Grevenmacher | Vėtra Stadion, Vilnius Sudac: Goran Spirkoski (Makedonija) |
| Huss 18' (auto-gol) Kijanskas 33' Vėževičius 37' | (izvještaj) |              | Vėtra Stadion, Vilnius Sudac: Goran Spirkoski (Makedonija) |

| 9. srpnja 2009. 19:00                         |             |             |                                                                   |
| Rosenborg                                     | 3:1         | NSÍ Runavík | Lerkendal stadion, Trondheim Sudac: Vadims Direktorenko (Latvija) |
| Iversen 40' Konan Ya 90+2' (pen.) Olsen 90+3' | (izvještaj) | Potemkin 6' | Lerkendal stadion, Trondheim Sudac: Vadims Direktorenko (Latvija) |

| 9. srpnja 2009. 19:30        |             |                 |                                                               |
| Rudar Velenje                | 3:1         | Narva Trans     | Ob Jezeru Stadion, Velenje Sudac: Fariz Yusifov (Azerbajdžan) |
| Cipot 28' 73' Mahmutovič 69' | (izvještaj) | Starovoitov 74' | Ob Jezeru Stadion, Velenje Sudac: Fariz Yusifov (Azerbajdžan) |

| 9. srpnja 2009. 20:00 |             |                       |                                                                         |
| Käerjéng              | 1:2         | Anorthosis            | Stade Josy Barthel, Luxembourg6 Sudac: Vital Sevastsyanik (Bjelorusija) |
| Fiorani 90+3'         | (izvještaj) | Sosin 44' Frousos 60' | Stade Josy Barthel, Luxembourg6 Sudac: Vital Sevastsyanik (Bjelorusija) |

| 9. srpnja 2009. 20:00 |             |              |                                                        |
| Vllaznia              | 1:1         | Sligo Rovers | Stadion Loro-Boriçi, Shkodër Sudac: Marco Borg (Malta) |
| Shtubina 43'          | (izvještaj) | Keane 39'    | Stadion Loro-Boriçi, Shkodër Sudac: Marco Borg (Malta) |

| 9. srpnja 2009. 20:00 |             |                                    |                                                         |
| The New Saints        | 1:2         | Fram                               | Park Hall, Oswestry Sudac: Lars Christoffersen (Danska) |
| Evans 11'             | (izvještaj) | Ormarsson 16' S. Tillen 66' (pen.) | Park Hall, Oswestry Sudac: Lars Christoffersen (Danska) |

| 9. srpnja 2009. 20:00 |             |                          |                                                         |
| Llanelli              | 0:3         | Motherwell               | Parc y Scarlets, Llanelli Sudac: Milorad Mažić (Srbija) |
|                       | (izvještaj) | Sutton 8' 25' Murphy 72' | Parc y Scarlets, Llanelli Sudac: Milorad Mažić (Srbija) |

| 9. srpnja 2009. 20:30 |             |                |                                                              |
| Široki Brijeg         | 0:1         | Banants        | Stadion Pecara, Široki Brijeg Sudac: Igor Satchi (Moldavija) |
|                       | (izvještaj) | Balabekyan 87' | Stadion Pecara, Široki Brijeg Sudac: Igor Satchi (Moldavija) |

| 9. srpnja 2009. 20:30 |             |             |                                                           |
| Polonia Varšava       | 0:1         | Budućnost   | Stadion Polonii, Varšava Sudac: Gediminas Mazeika (Litva) |
|                       | (izvještaj) | Vuković 51' | Stadion Polonii, Varšava Sudac: Gediminas Mazeika (Litva) |

| 9. srpnja 2009. 20:45 |             |                                  |                                                         |
| Linfield              | 0:3         | Randers                          | Mourneview Park, Lurgan7 Sudac: Menashe Masiah (Izrael) |
|                       | (izvještaj) | Olsen 21' Lorentzen 51' Berg 82' | Mourneview Park, Lurgan7 Sudac: Menashe Masiah (Izrael) |

| 9. srpnja 2009. 21:15           |             |                      |                                                       |
| Keflavík                        | 2:2         | Valletta             | Keflavíkurvöllur, Keflavík Sudac: Mark Whitby (Wales) |
| Eysteinsson 55' Guðmundsson 72' | (izvještaj) | Falzon 41' Priso 82' | Keflavíkurvöllur, Keflavík Sudac: Mark Whitby (Wales) |

Bilješke
- 1 Igrano u Karagandiju na Shakhtyor Stadionu, jer Irtyshov stadion, Pavlodar Central Stadion nema UEFA licencu.
- 2 Igrano u Bakuu na stadionu Tofik Bakhramov, jer Inter Bakuov stadion, Shafa Stadion nema UEFA licencu.
- 3 Igrano u Skopju na Gradskom Stadionu jer Renovin stadion, Op Flohr Stadion nema UEFA licencu.
- 4 Igrano u Tallinnu na A. Le Coq Areni jer stadion Nõmmea Kaljua, Hiiu Stadion nema UEFA licencu.
- 5 Igrano u Ta' Qaliju na nacionalnom stadionu Ta' Qali.
- 6 Igrano u Luxembourgu na Stade Josy Barthelu jer Käerjéngov stadion, Stade um Bëchel nema UEFA licencu.
- 7 Igrano u Lurganu na Mourneview Parku jer Linfieldov stadion, Windsor Park nema UEFA licencu.

## Drugo pretkolo
| Prva momčad           | Rez.   | Druga momčad      | 1. ut. | 2. ut.    |
| --------------------- | ------ | ----------------- | ------ | --------- |
| Rosenborg             | 0:1    | Karabakh          | 0:0    | 0:1       |
| Zimbru Kišinjev       | 0:1    | Paços de Ferreira | 0:0    | 0:1       |
| Juvenes/Dogana        | 0:5    | Polonia Varšava   | 0:1    | 0:4       |
| Sturm Graz            | 3:2    | Široki Brijeg     | 2:1    | 1:1       |
| Basel                 | 7:1    | Santa Coloma      | 3:0    | 4:1       |
| Honka                 | 3:0    | Bangor City       | 2:0    | 1:0       |
| MŠK Žilina            | 3:0    | Dacia Kišinjev    | 2:0    | 1:0       |
| Anorthosis            | 3:4    | Petrovac          | 2:1    | 1:3 (pr.) |
| St Patrick's Athletic | 2:1    | Valletta          | 1:1    | 1:0       |
| Omonia                | 8:1    | HB                | 4:0    | 4:1       |
| Gorica                | 1:2    | Lahti             | 1:0    | 0:2       |
| Sigma Olomouc         | 3:1    | Fram              | 1:1    | 2:0       |
| Legia Varšava         | 4:0    | Olimpi Rustavi    | 3:0    | 1:0       |
| Falkirk               | 1:2    | Vaduz             | 1:0    | 0:2 (pr.) |
| Elfsborg              | 3:0    | Haladás           | 3:0    | 0:0       |
| Rapid Wien            | 8:0    | Vllaznia          | 5:0    | 3:0       |
| Naftan                | 2:2(g) | Gent              | 2:1    | 0:1       |
| Liepājas Metalurgs    | 3:4    | Dinamo Tbilisi    | 2:1    | 1:3       |
| Differdange           | 1:3    | Rijeka            | 1:0    | 0:3       |
| Sūduva                | 1:2    | Randers           | 0:1    | 1:1       |
| Vėtra                 | 3:2    | HJK Helsinki      | 0:1    | 3:1       |
| Milano                | 2:12   | Slaven Belupo     | 0:4    | 2:8       |
| Dinamo Minsk          | 1:4    | Tromsø            | 0:0    | 1:4       |
| KR                    | 3:1    | Larissa           | 2:0    | 1:1       |
| Brøndby               | 4:2    | Flora             | 0:1    | 4:1       |
| Aalborg BK            | 1:3    | Slavija           | 0:0    | 1:3       |
| Steaua Bukurešt       | 4:1    | Újpest            | 2:0    | 2:1       |
| Metalurg Donjeck      | 5:1    | MTZ-RIPO          | 3:0    | 2:1       |
| Crusaders             | 3:5    | Rabotnički        | 1:1    | 2:4       |
| Bnei Yehuda           | 5:0    | Dinaburg          | 4:0    | 1:0       |
| NAC Breda             | 8:0    | Gandzasar Kapan   | 6:0    | 2:0       |
| Černo More            | 4:0    | Iskra-Stal        | 1:0    | 3:0       |
| Sevojno               | 1:1(g) | FBK Kaunas        | 0:0    | 1:1       |
| Flamurtari Vlorë      | 2:8    | Motherwell        | 1:0    | 1:8       |
| Zestaponi             | 3:4    | Helsingborg       | 1:2    | 2:2 (pr.) |
| Skonto                | 1:2    | Derry City        | 1:1    | 0:1       |
| Sliema Wanderers      | 0:3    | Maccabi Netanya   | 0:0    | 0:3       |
| Tobol                 | 1:3    | Galatasaray       | 1:1    | 0:2       |
| Rudar Velenje         | 0:5    | Crvena zvezda     | 0:1    | 0:4       |
| Sarajevo              | 2:1    | Spartak Trnava    | 1:0    | 1:1       |

### Prve utakmice
| 14. srpnja 2009. 17:45 |             |                 |                                                                   |
| Sliema Wanderers       | 0:0         | Maccabi Netanya | Nacionalni Stadion, Ta' Qali1 Sudac: Veaceslav Banari (Moldavija) |
|                        | (izvještaj) |                 | Nacionalni Stadion, Ta' Qali1 Sudac: Veaceslav Banari (Moldavija) |

| 14. srpnja 2009. 20:45 |             |                |                                                      |
| Crusaders              | 1:1         | Rabotnički     | Mourneview Park, Lurgan 2 Sudac: Asaf Kenan (Izrael) |
| Rainey 90'             | (izvještaj) | Božinovski 47' | Mourneview Park, Lurgan 2 Sudac: Asaf Kenan (Izrael) |

| 16. srpnja 2009. 16:00 |             |                         |                                                                                      |
| Zestaponi              | 1:2         | Helsingborg             | Gradski stadion, Zestaponi Broj gledatelja: 4.100 Sudac: Carlo Bertolini (Švicarska) |
| Benashvili 70'         | (izvještaj) | Jönsson 62' Larsson 89' | Gradski stadion, Zestaponi Broj gledatelja: 4.100 Sudac: Carlo Bertolini (Švicarska) |

| 16. srpnja 2009. 17:00 |             |                                    |                                                                                              |
| Milano                 | 0:4         | Slaven Belupo                      | Milano Arena, Kumanovo Broj gledatelja: 1.000 Sudac: Fernando Teixeira Vitienes (Španjolska) |
|                        | (izvještaj) | Csizmadia 26' Vojnović 39' 41' 44' | Milano Arena, Kumanovo Broj gledatelja: 1.000 Sudac: Fernando Teixeira Vitienes (Španjolska) |

| 16. srpnja 2009. 17:00 |             |           |                                       |
| Naftan                 | 2:1         | AA Gent   | Tsentral'nyi Sportkompleks, Vitebsk 3 |
| Dzegtseraw 21' 66'     | (izvještaj) | Marić 90' | Tsentral'nyi Sportkompleks, Vitebsk 3 |

| 16. srpnja 2009. 17:30 |             |                |                                                                                   |
| MŠK Žilina             | 2:0         | Dacia Chişinău | Stadium Pod Dubňom, Žilina Broj gledatelja: 3.454 Sudac: Stelios Trifonos (Cipar) |
| Oravec 57' Lietava 77' | (izvještaj) |                | Stadium Pod Dubňom, Žilina Broj gledatelja: 3.454 Sudac: Stelios Trifonos (Cipar) |

| 16. srpnja 2009. 17:30 |             |            |                                                                                    |
| Flamurtari Vlorë       | 1:0         | Motherwell | Stadiumi Flamurtari, Vlorë Broj gledatelja: 4.012 Sudac: Fritz Stuchlik (Austrija) |
| Strati 66'             | (izvještaj) |            | Stadiumi Flamurtari, Vlorë Broj gledatelja: 4.012 Sudac: Fritz Stuchlik (Austrija) |

| 16. srpnja 2009. 18:00    |             |                |                                                           |
| Liepājas Metalurgs        | 2:1         | Dinamo Tbilisi | Daugava Stadion, Liepāja Sudac: Anders Hermansen (Danska) |
| Karlsons 41' Kirhners 54' | (izvještaj) | Khmaladze 68'  | Daugava Stadion, Liepāja Sudac: Anders Hermansen (Danska) |

| 16. srpnja 2009. 18:00 |             |            |                                                                                   |
| Sevojno                | 0:0         | FBK Kaunas | Stadion Partizana, Beograd 4 Broj gledatelja: 500 Sudac: Anthony Buttimer (Irska) |
|                        | (izvještaj) |            | Stadion Partizana, Beograd 4 Broj gledatelja: 500 Sudac: Anthony Buttimer (Irska) |

| 16. srpnja 2009. 18:00 |             |        |                                                                             |
| Dinamo Minsk           | 0:0         | Tromsø | Dinamo Stadion, Minsk Broj gledatelja: 4.500 Sudac: Pavel Olsiak (Slovačka) |
|                        | (izvještaj) |        | Dinamo Stadion, Minsk Broj gledatelja: 4.500 Sudac: Pavel Olsiak (Slovačka) |

| 16. srpnja 2009. 18:00   |             |             |                                                                                   |
| Honka                    | 2:0         | Bangor City | Tapiolan Urheilupuisto, Espoo Broj gledatelja: 1.668 Sudac: Matej Jug (Slovenija) |
| Perovuo 15' Schüller 74' | (izvještaj) |             | Tapiolan Urheilupuisto, Espoo Broj gledatelja: 1.668 Sudac: Matej Jug (Slovenija) |

| 16. srpnja 2009. 18:30             |             |          |                                                                                 |
| Metalurg Donjeck                   | 3:0         | MTZ-RIPO | Metalurh Stadion, Donjeck Broj gledatelja: 4.000 Sudac: Babak Rafati (Njemačka) |
| Mguni 34' Mkhitaryan 42' Hodin 66' | (izvještaj) |          | Metalurh Stadion, Donjeck Broj gledatelja: 4.000 Sudac: Babak Rafati (Njemačka) |

| 16. srpnja 2009. 18:30 |             |             |                                                        |
| Tobol                  | 1:1         | Galatasaray | Gradski stadion, Kostanay Sudac: Libor Kovarik (Češka) |
| Zhumaskaliyev 2'       | (izvještaj) | Baroš 58'   | Gradski stadion, Kostanay Sudac: Libor Kovarik (Češka) |

| 16. srpnja 2009. 18:30 |             |                   |                                                                                  |
| Zimbru Kišinjev        | 0:0         | Paços de Ferreira | Zimbru Stadion, Kišinjev Broj gledatelja: 7.000 Sudac: Philippe Kalt (Francuska) |
|                        | (izvještaj) |                   | Zimbru Stadion, Kišinjev Broj gledatelja: 7.000 Sudac: Philippe Kalt (Francuska) |

| 16. srpnja 2009. 18:45 |             |             |                                                            |
| Skonto                 | 1:1         | Derry City  | Skonto Stadions, Riga Sudac: Albert Toussaint (Luksemburg) |
| Kozlovs 17'            | (izvještaj) | McManus 44' | Skonto Stadions, Riga Sudac: Albert Toussaint (Luksemburg) |

| 16. srpnja 2009. 19:00                    |             |          |                                                                      |
| Bnei Yehuda                               | 4:0         | Dinaburg | Stadion Bloomfield, Tel Aviv Sudac: Novo Panić (Bosna i Hercegovina) |
| Galván 25' Mori 38' Atar 67' Zhairi 90+3' | (izvještaj) |          | Stadion Bloomfield, Tel Aviv Sudac: Novo Panić (Bosna i Hercegovina) |

| 16. srpnja 2009. 19:00 |             |          |                                                                      |
| Rosenborg              | 0:0         | Karabakh | Lerkendal stadion, Trondheim Sudac: Dimitar Meckarovski (Makedonija) |
|                        | (izvještaj) |          | Lerkendal stadion, Trondheim Sudac: Dimitar Meckarovski (Makedonija) |

| 16. srpnja 2009. 19:00  |             |           |                                                                                                 |
| Anorthosis              | 2:1         | Petrovac  | Stadion Antonis Papadopoulos, Larnaca Broj gledatelja: 8.500 Sudac: Mark Clattenburg (Engleska) |
| Fernandes 12' Laban 15' | (izvještaj) | Lakić 85' | Stadion Antonis Papadopoulos, Larnaca Broj gledatelja: 8.500 Sudac: Mark Clattenburg (Engleska) |

| 16. srpnja 2009. 19:00 |             |              |                                                        |
| Vėtra                  | 0:1         | HJK Helsinki | Vėtra Stadion, Vilnius Sudac: Vladimir Vnuk (Slovačka) |
|                        | (izvještaj) | Bah 15'      | Vėtra Stadion, Vilnius Sudac: Vladimir Vnuk (Slovačka) |

| 16. srpnja 2009. 19:00 |             |              |                                                                |
| Sūduva                 | 0:1         | Randers      | Sūduva Stadion, Marijampolė Sudac: Dragomir Stanković (Srbija) |
|                        | (izvještaj) | Beckmann 23' | Sūduva Stadion, Marijampolė Sudac: Dragomir Stanković (Srbija) |

| 16. srpnja 2009. 19:00              |             |         |                                                  |
| Elfsborg                            | 3:0         | Haladás | Borås Arena, Borås Sudac: Calum Murray (Škotska) |
| Svensson 61' Ishizaki 83' Avdić 90' | (izvještaj) |         | Borås Arena, Borås Sudac: Calum Murray (Škotska) |

| 16. srpnja 2009. 19:00 |             |            |                                                         |
| Černo More             | 1:0         | Iskra-Stal | Naftex Stadion, Burgas 5 Sudac: Steve Tanner (Engleska) |
| Manolov 44'            | (izvještaj) |            | Naftex Stadion, Burgas 5 Sudac: Steve Tanner (Engleska) |

| 16. srpnja 2009. 19:00 |             |              |                                                                                   |
| Sigma Olomouc          | 1:1         | Fram         | Andrův stadion, Olomouc Broj gledatelja: 5.719 Sudac: Daniel Stalhammar (Švedska) |
| Rossi 89'              | (izvještaj) | Fjóulson 22' | Andrův stadion, Olomouc Broj gledatelja: 5.719 Sudac: Daniel Stalhammar (Švedska) |

| 16. srpnja 2009. 19:15                                    |             |          |                                                                                           |
| Rapid Wien                                                | 5:0         | Vllaznia | Stadion Gerhard Hanappi, Beč Broj gledatelja: 13.300 Sudac: Vladislav Bezborodov (Rusija) |
| Hofmann 33' (pen.) Jelavić 68' 73' Trimmel 83' Hoffer 85' | (izvještaj) |          | Stadion Gerhard Hanappi, Beč Broj gledatelja: 13.300 Sudac: Vladislav Bezborodov (Rusija) |

| 16. srpnja 2009. 19:15 |             |               |                                                                         |
| Sturm Graz             | 2:1         | Široki Brijeg | UPC-Arena, Graz Broj gledatelja: 10.300 Sudac: Mauro Bergonzi (Italija) |
| Haas 11' Hölzl 39'     | (izvještaj) | Ljubić 67'    | UPC-Arena, Graz Broj gledatelja: 10.300 Sudac: Mauro Bergonzi (Italija) |

| 16. srpnja 2009. 19:30               |             |              |                                                                            |
| Basel                                | 3:0         | Santa Coloma | St. Jakob-Park, Basel Broj gledatelja: 25.038 Sudac: Ceri Richards (Wales) |
| Şahin 23' Streller 48' Almerares 59' | (izvještaj) |              | St. Jakob-Park, Basel Broj gledatelja: 25.038 Sudac: Ceri Richards (Wales) |

| 16. srpnja 2009. 19:30 |             |        |                                                                                        |
| Steaua Bukurešt        | 2:0         | Újpest | Stadionul Steaua, Bucureşti Broj gledatelja: 19.003 Sudac: Michael Koukoulakis (Grčka) |
| Surdu 46' Stancu 72'   | (izvještaj) |        | Stadionul Steaua, Bucureşti Broj gledatelja: 19.003 Sudac: Michael Koukoulakis (Grčka) |

| 16. srpnja 2009. 19:30                               |             |    |                                                                                  |
| Omonia                                               | 4:0         | HB | GSP Stadion, Nikozija Broj gledatelja: 12.835 Sudac: Gabriele Rossi (San Marino) |
| Karipidis 4' Patsatzoglou 11' Żurawski 34' Efrem 85' | (izvještaj) |    | GSP Stadion, Nikozija Broj gledatelja: 12.835 Sudac: Gabriele Rossi (San Marino) |

| 16. srpnja 2009. 19:30 |             |         |                                                                                       |
| Aalborg BK             | 0:0         | Slavija | Energi Nord Arena, Aalborg Broj gledatelja: 9.975 Sudac: Stanislav Todorov (Bugarska) |
|                        | (izvještaj) |         | Energi Nord Arena, Aalborg Broj gledatelja: 9.975 Sudac: Stanislav Todorov (Bugarska) |

| 16. srpnja 2009. 20:00                          |             |                |                                                                                           |
| Legia Varšava                                   | 3:0         | Olimpi Rustavi | Stadion Wojska Polskiego, Varšava Broj gledatelja: 6.000 Sudac: Anastassios Kakos (Grčka) |
| Paluchowski 19' Kiełbowicz 70' Szałachowski 82' | (izvještaj) |                | Stadion Wojska Polskiego, Varšava Broj gledatelja: 6.000 Sudac: Anastassios Kakos (Grčka) |

| 16. srpnja 2009. 20:00 |             |       |                                                                         |
| Gorica                 | 1:0         | Lahti | Stadion Športni Park, Nova Gorica Sudac: Paulius Malžinskas (Slovenija) |
| Kršić 39'              | (izvještaj) |       | Stadion Športni Park, Nova Gorica Sudac: Paulius Malžinskas (Slovenija) |

| 16. srpnja 2009. 20:00 |             |        |                                                                           |
| Differdange            | 1:0         | Rijeka | Stade Josy Barthel, Luxembourg 6 Sudac: Charles Joseph Richmond (Škotska) |
| Piskor 61'             | (izvještaj) |        | Stade Josy Barthel, Luxembourg 6 Sudac: Charles Joseph Richmond (Škotska) |

| 16. srpnja 2009. 20:00 |             |               |                                                                 |
| Rudar Velenje          | 0:1         | Crvena zvezda | Ob Jezeru Stadion, Velenje Sudac: Jérôme Laperrière (Švicarska) |
|                        | (izvještaj) | Perović 59'   | Ob Jezeru Stadion, Velenje Sudac: Jérôme Laperrière (Švicarska) |

| 16. srpnja 2009. 20:05 |             |           |                                                                                      |
| Brøndby                | 0:1         | Flora     | Brøndby Stadion, Brøndby Broj gledatelja: 6.926 Sudac: Johannes Valgeirsson (Island) |
|                        | (izvještaj) | Vanna 50' | Brøndby Stadion, Brøndby Broj gledatelja: 6.926 Sudac: Johannes Valgeirsson (Island) |

| 16. srpnja 2009. 20:15 |             |                | |
| Sarajevo               | 1:0         | Spartak Trnava | Stadion „Asim Ferhatović Hase”, Sarajevo Broj gledatelja: 8.000 Sudac: David Malcolm (Sjeverna Irska) |
| Muminović 14'          | (izvještaj) |                | Stadion „Asim Ferhatović Hase”, Sarajevo Broj gledatelja: 8.000 Sudac: David Malcolm (Sjeverna Irska) |

| 16. srpnja 2009. 20:30 |             |                 |                                                                                |
| Juvenes/Dogana         | 0:1         | Polonia Varšava | Montecchio, San Marino Broj gledatelja: 519 Sudac: Tsvetan Georgiev (Bugarska) |
|                        | (izvještaj) | Kokosiński 2'   | Montecchio, San Marino Broj gledatelja: 519 Sudac: Tsvetan Georgiev (Bugarska) |

| 16. srpnja 2009. 20:30 |             |       |                                                                                   |
| Falkirk                | 1:0         | Vaduz | Stadion Falkirk, Falkirk Broj gledatelja: 5.763 Sudac: Damien Ledentu (Francuska) |
| Flynn 50'              | (izvještaj) |       | Stadion Falkirk, Falkirk Broj gledatelja: 5.763 Sudac: Damien Ledentu (Francuska) |

| 16. srpnja 2009. 20:45                                 |             |           |                                                         |
| NAC Breda                                              | 6:0         | Gandzasar | Rat Verlegh Stadion, Breda Sudac: Petteri Kari (Finska) |
| Kwakman 24' de Graaf 55' 70' Amoah 57' 61' Lurling 68' | (izvještaj) |           | Rat Verlegh Stadion, Breda Sudac: Petteri Kari (Finska) |

| 16. srpnja 2009. 20:45 |             |              |                                                        |
| St Patrick's Athletic  | 1:1         | Valletta     | Richmond Park, Dublin Sudac: Andrejs Sipailo (Latvija) |
| O'Brien 38'            | (izvještaj) | G. Agius 65' | Richmond Park, Dublin Sudac: Andrejs Sipailo (Latvija) |

| 16. srpnja 2009. 21:15        |             |         |                                                       |
| KR                            | 2:0         | Larissa | KR-völlur, Reykjavík Sudac: Tomasz Mikulski (Poljska) |
| Sigurðsson 55' Takefusa 90+3' | (izvještaj) |         | KR-völlur, Reykjavík Sudac: Tomasz Mikulski (Poljska) |

Bilješke
- 1 Igrano u Ta' Qaliju na nacionalnom stadionu Ta' Qali.
- 2 Igrano u Lurganu na Mourneview Parku, jer Crusadersov stadion, Seaview nema UEFA licencu.
- 3 Igrano u Vitebsku na Tsentral'nyi Sportkompleks as Naftan's Atlant Stadium nema UEFA licencu.
- 4 Igrano u Beogradu na Stadionu Partizana, jer Sevojnov stadion kraj Valjaonice nema UEFA licencu.
- 5 Igrano u Burgasu na Naftex Stadionu, jer Černov stadion Ticha nema UEFA licencu.
- 6 Igrano u Luxembourgu na Stade Josy Barthelu, jer Differdangov Stade du Thillenberg nema UEFA licencu.

### Uzvratne utakmice
| 23. srpnja 2009. 15:30 |             |                 |                                                                                   |
| Olimpi Rustavi         | 0:1         | Legia Varšava   | Poladi Stadion, Rustavi Broj gledatelja: 3.000 Sudac: Bernhard Brugger (Austrija) |
|                        | (izvještaj) | Szałachowski 8' | Poladi Stadion, Rustavi Broj gledatelja: 3.000 Sudac: Bernhard Brugger (Austrija) |

| 23. srpnja 2009. 16:00             |             |                    |                                                                                         |
| Dinamo Tbilisi                     | 3:1         | Liepājas Metalurgs | Stadion Boris Paichadze, Tbilisi Broj gledatelja: 4.000 Sudac: Ninoslav Spasić (Srbija) |
| Merebashvili 18' 63' G. Kashia 53' | (izvještaj) | Rafaļskis 49'      | Stadion Boris Paichadze, Tbilisi Broj gledatelja: 4.000 Sudac: Ninoslav Spasić (Srbija) |

| 23. srpnja 2009. 17:00 |             |           |                                                                 |
| Karabakh               | 1:0         | Rosenborg | Stadion Tofik Bakhramov, Baku 1 Sudac: Mihaly Fabian (Mađarska) |
| Sadyghov 45+1'         | (izvještaj) |           | Stadion Tofik Bakhramov, Baku 1 Sudac: Mihaly Fabian (Mađarska) |

| 23. srpnja 2009. 17:00 |             |                          |                                                         |
| MTZ-RIPO               | 1:2         | Metalurg Donjeck         | Traktor Stadion, Minsk Sudac: Olivier Thual (Francuska) |
| Ceolin 16'             | (izvještaj) | Mguni 36' Mkhitaryan 85' | Traktor Stadion, Minsk Sudac: Olivier Thual (Francuska) |

| 23. srpnja 2009. 17:00                            |             |                          |                                                          |
| Rabotnički                                        | 4:2         | Crusaders                | Gradski stadion, Skopje Sudac: Anders Hermansen (Danska) |
| B. Božinovski 20' Zé Carlos 35' 79' Petkovski 84' | (izvještaj) | Owens 69' Donnelly 90+3' | Gradski stadion, Skopje Sudac: Anders Hermansen (Danska) |

| 23. srpnja 2009. 17:00           |             |                  |                                                                                     |
| Petrovac                         | 3:1 (pr.)   | Anorthosis       | Gradski stadion, Nikšić 2 Broj gledatelja: 1.000 Sudac: Alan Black (Sjeverna Irska) |
| Dragićević 15' Rotković 78' 103' | (izvještaj) | Katsavakis 45+2' | Gradski stadion, Nikšić 2 Broj gledatelja: 1.000 Sudac: Alan Black (Sjeverna Irska) |

| 23. srpnja 2009. 17:30 |             |                          |                                                               |
| Gandzasar              | 0:2         | NAC Breda                | Hanrapetakan Stadium, Erevan 3 Sudac: Simon Lee Evans (Wales) |
|                        | (izvještaj) | Lurling 14' de Graaf 34' | Hanrapetakan Stadium, Erevan 3 Sudac: Simon Lee Evans (Wales) |

| 23. srpnja 2009. 17:30  |             |           |                                                   |
| Lahti                   | 2:0         | ND Gorica | Lahden Stadion, Lahti Sudac: Luca Banti (Italija) |
| Litmanen 66' Rafael 79' | (izvještaj) |           | Lahden Stadion, Lahti Sudac: Luca Banti (Italija) |

| 23. srpnja 2009. 17:30 |             |                       |                                                             |
| Valletta               | 0:1         | St Patrick's Athletic | Nacionalni stadion, Ta' Qali 4 Sudac: Matej Jug (Slovenija) |
|                        | (izvještaj) | O'Brien 80'           | Nacionalni stadion, Ta' Qali 4 Sudac: Matej Jug (Slovenija) |

| 23. srpnja 2009. 17:45 |             |                                                        |                                                                                |
| Flora                  | 1:4         | Brøndby                                                | A. Le Coq Arena, Tallinn Broj gledatelja: 3.000 Sudac: Johan Verbist (Belgija) |
| Kasimir 80'            | (izvještaj) | Jallow 28' Farnerud 35' Holmén 45+1' Kristiansen 90+2' | A. Le Coq Arena, Tallinn Broj gledatelja: 3.000 Sudac: Johan Verbist (Belgija) |

| 23. srpnja 2009. 18:00 |             |             |                                                                    |
| Kaunas                 | 1:1         | Sevojno     | Stadion S. Darius and S. Girėnas, Kaunas Sudac: Meir Levi (Izrael) |
| Fridrikas 76'          | (izvještaj) | Vujović 48' | Stadion S. Darius and S. Girėnas, Kaunas Sudac: Meir Levi (Izrael) |

| 23. srpnja 2009. 18:00                         |             |                |                                                                                          |
| Polonia Varšava                                | 4:0         | Juvenes/Dogana | Stadion Polonii Warszawa, Varšava Broj gledatelja: 3.655 Sudac: Pavel Saliy (Kazakhstan) |
| Sarvas 10' 66' Mierzejewski 45' Chałbiński 54' | (izvještaj) |                | Stadion Polonii Warszawa, Varšava Broj gledatelja: 3.655 Sudac: Pavel Saliy (Kazakhstan) |

| 23. srpnja 2009. 18:00 |             |             |                                                                                     |
| Dinaburg               | 0:1         | Bnei Yehuda | Daugava Stadion, Daugavpils Broj gledatelja: 1.000 Sudac: Brage Sandmoen (Norveška) |
|                        | (izvještaj) | Atar 32'    | Daugava Stadion, Daugavpils Broj gledatelja: 1.000 Sudac: Brage Sandmoen (Norveška) |

| 23. srpnja 2009. 18:00 |             |                                            |                                                          |
| HJK Helsinki           | 1:3         | Vėtra                                      | Finnair Stadion, Helsinki Sudac: Marcin Borski (Poljska) |
| Kamara 3'              | (izvještaj) | Grigalevičius 27' Jankauskas 30' Moroz 81' | Finnair Stadion, Helsinki Sudac: Marcin Borski (Poljska) |

| 23. srpnja 2009. 18:30 |             |            |                                                                                          |
| Dacia Kišinjev         | 0:1         | MŠK Žilina | Stadionul Dinamo, Kišinjev Broj gledatelja: 4.000 Sudac: Adrian McCourt (Sjeverna Irska) |
|                        | (izvještaj) | Oravec 47' | Stadionul Dinamo, Kišinjev Broj gledatelja: 4.000 Sudac: Adrian McCourt (Sjeverna Irska) |

| 23. srpnja 2009. 19:00 |             |          |                                                                                 |
| Haladás                | 0:0         | Elfsborg | Stadion Rohonci Út, Szombathely Sudac: João Francisco Lopes Ferreira (Portugal) |
|                        | (izvještaj) |          | Stadion Rohonci Út, Szombathely Sudac: João Francisco Lopes Ferreira (Portugal) |

| 23. srpnja 2009. 19:00                      |             |                |                                                              |
| Tromsø                                      | 4:1         | Dinamo Minsk   | Alfheim stadion, Tromsø Sudac: Richard Liesveld (Nizozemska) |
| Knarvik 28' 90+1' Jenssen 76' Moldskred 89' | (izvještaj) | Mbanangoye 83' | Alfheim stadion, Tromsø Sudac: Richard Liesveld (Nizozemska) |

| 23. srpnja 2009. 19:00 |             |            |                                                           |
| Randers                | 1:1         | Sūduva     | Essex Park Randers, Randers Sudac: Hüseyin Göcek (Turska) |
| Lorentzen 17'          | (izvještaj) | Lukšys 58' | Essex Park Randers, Randers Sudac: Hüseyin Göcek (Turska) |

| 23. srpnja 2009. 19:00 |             |                                                                |                                                                                         |
| Santa Coloma           | 1:4         | Basel                                                          | Estadi Comunal d'Aixovall, Andorra la Vella Sudac: Rusmir Mrković (Bosna i Hercegovina) |
| dos Santos 42' (pen.)  | (izvještaj) | Streller 12' Gelabert 15' Alvarez 40' (auto-gol) Almerares 88' | Estadi Comunal d'Aixovall, Andorra la Vella Sudac: Rusmir Mrković (Bosna i Hercegovina) |

| 23. srpnja 2009. 19:00        |             |                  |                                                                                          |
| Maccabi Netanya               | 3:0         | Sliema Wanderers | Bloomfield Stadion, Tel Aviv 5 Broj gledatelja: 2.000 Sudac: Karen Nalbandyan (Armenija) |
| Samya 58' Ezra 83' Saba'a 89' | (izvještaj) |                  | Bloomfield Stadion, Tel Aviv 5 Broj gledatelja: 2.000 Sudac: Karen Nalbandyan (Armenija) |

| 23. srpnja 2009. 19:00                                                              |             |                          |                                                              |
| Slaven Belupo                                                                       | 8:2         | Milano                   | Gradski stadion, Koprivnica Sudac: Michael Svendsen (Danska) |
| Poredski 25' Vručina 45+3' Tepurić 61' 74' Vojnović 78' 88' Gregurina 80' Jurić 81' | (izvještaj) | Stojanović 59' Alimi 75' | Gradski stadion, Koprivnica Sudac: Michael Svendsen (Danska) |

| 23. srpnja 2009. 19:00 |             |                |                                                                            |
| Larissa                | 1:1         | KR             | Alkazar, Larissa Broj gledatelja: 7.000 Sudac: Marijo Strahonja (Hrvatska) |
| Tsigas 28'             | (izvještaj) | Sigurðsson 75' | Alkazar, Larissa Broj gledatelja: 7.000 Sudac: Marijo Strahonja (Hrvatska) |

| 23. srpnja 2009. 19:00 |             |                              |                                                                                 |
| Iskra-Stal             | 0:3         | Černo More                   | Sheriff Stadion, Tiraspol 6 Broj gledatelja: 6.000 Sudac: Radek Prihoda (Češka) |
|                        | (izvještaj) | Manolov 25' 54' Georgiev 60' | Sheriff Stadion, Tiraspol 6 Broj gledatelja: 6.000 Sudac: Radek Prihoda (Češka) |

| 23. srpnja 2009. 19:30 |             |             |                                                                                            |
| Spartak Trnava         | 1:1         | Sarajevo    | Štadión Antona Malatinského, Trnava Broj gledatelja: 8.215 Sudac: Leontios Trattou (Cipar) |
| Doležaj 19'            | (izvještaj) | Jahović 88' | Štadión Antona Malatinského, Trnava Broj gledatelja: 8.215 Sudac: Leontios Trattou (Cipar) |

| 23. srpnja 2009. 19:30  |             |         |                                                                                    |
| Vaduz                   | 2:0 (pr.)   | Falkirk | Rheinpark Stadion, Vaduz Broj gledatelja: 1.842 Sudac: Draženko Kovačić (Hrvatska) |
| Noll 24' Burgmeier 105' | (izvještaj) |         | Rheinpark Stadion, Vaduz Broj gledatelja: 1.842 Sudac: Draženko Kovačić (Hrvatska) |

| 23. srpnja 2009. 19:45 |             |                         |                                                                |
| Újpest                 | 1:2         | Steaua Bukurešt         | Szusza Ferenc Stadium, Újpest Sudac: Andre Marriner (Engleska) |
| Vaskó 82'              | (izvještaj) | Székely 58' Grzelak 66' | Szusza Ferenc Stadium, Újpest Sudac: Andre Marriner (Engleska) |

| 23. srpnja 2009. 20:00 |             |        |                                                              |
| Derry City             | 1:0         | Skonto | Brandywell Stadium, Derry Sudac: Pol van Boekel (Nizozemska) |
| Deery 57'              | (izvještaj) |        | Brandywell Stadium, Derry Sudac: Pol van Boekel (Nizozemska) |

| 23. srpnja 2009. 20:00 |             |                                     |                                                                         |
| HB                     | 1:4         | Omonia                              | Gundadalur, Tórshavn Broj gledatelja: 200 Sudac: Sten Kaldma (Estonija) |
| Jespersen 56'          | (izvještaj) | Konstantinou 27' 65' 78' Wenzel 90' | Gundadalur, Tórshavn Broj gledatelja: 200 Sudac: Sten Kaldma (Estonija) |

| 23. srpnja 2009. 20:00 |             |        |                                                                                      |
| KAA Gent               | 1:0         | Naftan | Jules Ottenstadion, Gent Broj gledatelja: 6.620 Sudac: Carlos Clos Gomez (Španolska) |
| Elghanassy 52'         | (izvještaj) |        | Jules Ottenstadion, Gent Broj gledatelja: 6.620 Sudac: Carlos Clos Gomez (Španolska) |

| 23. srpnja 2009. 20:00 |             |       |                                                                         |
| Galatasaray            | 2:0         | Tobol | Stadion Ali Sami Yen, Istanbul Sudac: Antonio Rubinos Perez (Španolska) |
| Sarp 63' Çetin 90'     | (izvještaj) |       | Stadion Ali Sami Yen, Istanbul Sudac: Antonio Rubinos Perez (Španolska) |

| 23. srpnja 2009. 20:00 |             |                                  |                                                              |
| Vllaznia               | 0:3         | Rapid Wien                       | Loro-Boriçi Stadium, Shkodër Sudac: Bülent Yildirim (Turska) |
|                        | (izvještaj) | Hofmann 66' 90+3' Maierhofer 76' | Loro-Boriçi Stadium, Shkodër Sudac: Bülent Yildirim (Turska) |

| 23. srpnja 2009. 20:15 |             |               |                                                              |
| Široki Brijeg          | 1:1         | Sturm Graz    | Stadion Pecara, Široki Brijeg Sudac: Sandor Szabo (Mađarska) |
| Šilić 61'              | (izvještaj) | Jantscher 41' | Stadion Pecara, Široki Brijeg Sudac: Sandor Szabo (Mađarska) |

| 23. srpnja 2009. 20:15                      |             |               |                                                                |
| Slavija                                     | 3:1         | Aalborg BK    | SRC Slavija, Istočno Sarajevo Sudac: Andrea de Marco (Italija) |
| Kutalia 35' Đermanović 48' Šćepanović 90+3' | (izvještaj) | Johansson 51' | SRC Slavija, Istočno Sarajevo Sudac: Andrea de Marco (Italija) |

| 23. srpnja 2009. 20:30                   |             |               |                                                                           |
| Crvena zvezda                            | 4:0         | Rudar Velenje | Marakana, Beograd Broj gledatelja: 25.000 Sudac: Maxim Layushkin (Rusija) |
| Bogdanović 37' Jevtić 74' 90+4' Cadu 85' | (izvještaj) |               | Marakana, Beograd Broj gledatelja: 25.000 Sudac: Maxim Layushkin (Rusija) |

| 23. srpnja 2009. 20:45                                                       |             |                  |                                                                                      |
| Motherwell                                                                   | 8:1         | Flamurtari Vlorë | Excelsior Stadium, Airdrie 7 Broj gledatelja: 4.641 Sudac: Michael Lerjeus (Švedska) |
| Murphy 16' 19' 34' Slane 25' Forbes 28' (pen.) 50' Hutchinson 38' McHugh 72' | (izvještaj) | Roshi 65'        | Excelsior Stadium, Airdrie 7 Broj gledatelja: 4.641 Sudac: Michael Lerjeus (Švedska) |

| 23. srpnja 2009. 20:45     |             |                          |                                                                             |
| Helsingborg                | 2 – 2 (pr.) | Zestaponi                | Olympia, Helsingborg Broj gledatelja: 2.580 Sudac: Hannes Kaasik (Estonija) |
| Ekstrand 90+4' Sundin 101' | (izvještaj) | Dvali 29' Gelashvili 32' | Olympia, Helsingborg Broj gledatelja: 2.580 Sudac: Hannes Kaasik (Estonija) |

| 23. srpnja 2009. 21:00 |             |                       |                                                           |
| Fram                   | 0:2         | Sigma Olomouc         | Laugardalsvöllur, Reykjavík Sudac: Paulo Costa (Portugal) |
|                        | (izvještaj) | Hubník 47' Otepka 58' | Laugardalsvöllur, Reykjavík Sudac: Paulo Costa (Portugal) |

| 23. srpnja 2009. 21:05                         |             |             |                                                            |
| Rijeka                                         | 3:0         | Differdange | Stadion Kantrida, Rijeka Sudac: Vusal Aliyev (Azerbajdžan) |
| Cerić 20' Anas Sharbini 24' Ahmad Sharbini 64' | (izvještaj) |             | Stadion Kantrida, Rijeka Sudac: Vusal Aliyev (Azerbajdžan) |

| 23. srpnja 2009. 21:05 |             |               |                                                             |
| Bangor City            | 0:1         | Honka         | Racecourse Ground, Wrexham 8 Sudac: Peter Sippel (Njemačka) |
|                        | (izvještaj) | Puustinen 39' | Racecourse Ground, Wrexham 8 Sudac: Peter Sippel (Njemačka) |

| 23. srpnja 2009. 21:05 |             |                 |                                                                                               |
| Paços de Ferreira      | 1:0         | Zimbru Kišinjev | Estádio D. Afonso Henriques, Guimarães 9 Broj gledatelja: 1.658 Sudac: Firat Aydinus (Turska) |
| Cristiano 84'          | (izvještaj) |                 | Estádio D. Afonso Henriques, Guimarães 9 Broj gledatelja: 1.658 Sudac: Firat Aydinus (Turska) |

- 1 Igrano u Bakuu na Stadion Tofik Bakhramovu, jer Karabakhov Olimpijski stadion Guzanli nema UEFA licencu.
- 2 Igrano u Nikšiću na Gradskom stadionu, jer stadion Petrovca, Pod Malim Brdom nema UEFA licencu.
- 3 Igrano u Erevanu na Hanrapetakan Stadionu, jer Gandzasarov Lernagorts Stadion nema UEFA licencu.
- 4 Igrano u Ta' Qaliju na nacionalnom stadionu Ta' Qali.
- 5 Igrano u Tel Avivu na stadionu Bloomfield, jer će se Maccabi Netanyaov Sar-Tov Stadion ubrzo razrušiti.
- 6 Igrano u Tiraspolu na Sheriff Stadionu, jer Iskra-Stalov Orăşănesc Stadion nema UEFA licencu.
- 7 Igrano u Airdrieu na Excelsior Stadiumu, jer se Motherwellov stadion, Fir Park trenutno renovira.
- 8 Igrano u Wrexhamu na Racecourse Groundu, jer Bangor Cityjev Farrar Road Stadium nema UEFA licencu i ubrzo će se razrušiti.
- 9 Igrano u Guimarãesu na Estádio D. Afonso Henriquesu, jer Paçosov Estádio da Mata Real nema UEFA licencu.

## Treće pretkolo
| Prva momčad           | Rez.       | Druga momčad         | 1. ut. | 2. ut.   |
| --------------------- | ---------- | -------------------- | ------ | -------- |
| Helsingborg           | 3:3 (4:5p) | Sarajevo             | 2:1    | 1:2(pr.) |
| Fredrikstad           | 3:7        | Lech Poznań          | 1:6    | 2:1      |
| Rijeka                | 1:4        | Metalist Harkiv      | 1:2    | 0:2      |
| Roma                  | 10:2       | AA Gent              | 3:1    | 7:1      |
| Vaslui                | 3:1        | Omonia               | 2:0    | 1:1      |
| Slavija               | 1:5        | Košice               | 0:2    | 1:3      |
| IFK Göteborg          | 2:4        | Hapoel Tel-Aviv      | 1:3    | 1:1      |
| PSV Eindhoven         | 2:0        | Černo More           | 1:0    | 1:0      |
| Metalug Donjeck       | 5:0        | Interblock Ljubljana | 2:0    | 3:0      |
| Vålerenga             | 2:2(g)     | PAOK                 | 1:2    | 1:0      |
| Rapid Wien            | 4:3        | APOP                 | 2:1    | 2:2      |
| Honka                 | 1:3        | Karabakh             | 0:1    | 1:2      |
| Vaduz                 | 0:3        | Slovan Liberec       | 0:1    | 0:2      |
| St Patrick's Athletic | 3:3(g)     | Krylia Sovetov       | 1:0    | 2:3      |
| Randers               | 1:4        | Hamburg              | 0:4    | 1:0      |
| Tromsø                | 4:1        | Slaven Belupo        | 2:1    | 2:0      |
| Brøndby               | 3:3(g)     | Legia Varšava        | 1:1    | 2:2      |
| Vojvodina             | 3:5        | Austria Wien         | 1:1    | 2:4      |
| CSKA Sofija           | 2:1        | Derry City           | 1:0    | 1:1      |
| Steaua Bukurešt       | 6:1        | Motherwell           | 3:0    | 3:1      |
| MŠK Žilina            | 2:1        | Hajduk Split         | 1:1    | 1:0      |
| Braga                 | 1:4        | Elfsborg             | 1:2    | 0:2      |
| Aberdeen              | 1:8        | Sigma Olomouc        | 1:5    | 0:3      |
| Rabotnički            | 3:7        | Odense               | 3:4    | 0:3      |
| Sevojno               | 0:4        | Lille                | 0:2    | 0:2      |
| Petrovac              | 1:7        | Sturm Graz           | 1:2    | 0:5      |
| Fenerbahçe            | 6:2        | Budapest Honvéd      | 5:1    | 1:1      |
| Bnei Yehuda           | 2:0        | Paços de Ferreira    | 1:0    | 1:0      |
| Club Brugge           | 4:3        | Lahti                | 3:2    | 1:1      |
| Athletic Bilbao       | 2:2(g)     | Young Boys           | 0:1    | 2:1      |
| KR                    | 3:5        | Basel                | 2:2    | 1:3      |
| Maccabi Netanya       | 1:10       | Galatasaray          | 1:4    | 0:6      |
| Dinamo Tbilisi        | 4:5        | Crvena zvezda        | 2:0    | 2:5      |
| Polonia Varšava       | 1:4        | NAC Breda            | 0:1    | 1:3      |
| Vėtra                 | 0:6        | Fulham               | 0:3    | 0:3      |

### Prve utakmice
| 28. srpnja 2009. 18:00 |             |                   |                                                                                        |
| Bnei Yehuda            | 1:0         | Paços de Ferreira | Bloomfield Stadion, Tel Aviv Broj gledatelja: 4.000 Sudac: Nicolai Vollquartz (Danska) |
| Atar 55'               | (izvještaj) |                   | Bloomfield Stadion, Tel Aviv Broj gledatelja: 4.000 Sudac: Nicolai Vollquartz (Danska) |

| 30. srpnja 2009. 16:00         |             |               |                                                                                             |
| Dinamo Tbilisi                 | 2:0         | Crvena zvezda | Stadion Boris Paichadze, Tbilisi Broj gledatelja: 10.000 Sudac: Pol van Boekel (Nizozemska) |
| Merebashvili 41' Khmaladze 87' | (izvještaj) |               | Stadion Boris Paichadze, Tbilisi Broj gledatelja: 10.000 Sudac: Pol van Boekel (Nizozemska) |

| 30. srpnja 2009. 17:00              |             |                                      |                                                              |
| Rabotnički                          | 3:4         | Odense                               | Gradski stadion, Skopje Sudac: Vladislav Bozborodov (Rusija) |
| Savić 21' Wandeir 24' Zé Carlos 74' | (izvještaj) | Cacá 20' 34' 70' Sørensen 62' (pen.) | Gradski stadion, Skopje Sudac: Vladislav Bozborodov (Rusija) |

| 30. srpnja 2009. 17:00 |             |                             | |
| Petrovac               | 1:2         | Sturm Graz                  | Stadion Pod Goricom, Podgorica 1 Broj gledatelja: 3.200 Sudac: João Francisco Lopes Ferreira (Portugal) |
| Divanović 13'          | (izvještaj) | Haas 64' (pen.) Lamotte 76' | Stadion Pod Goricom, Podgorica 1 Broj gledatelja: 3.200 Sudac: João Francisco Lopes Ferreira (Portugal) |

| 30. srpnja 2009. 17:30 |             |              |                                                                     |
| Honka                  | 0:1         | Karabakh     | Töölön Pallokenttä, Helsinki 2 Sudac: Albert Toussaint (Luksemburg) |
|                        | (izvještaj) | Mammadov 69' | Töölön Pallokenttä, Helsinki 2 Sudac: Albert Toussaint (Luksemburg) |

| 30. srpnja 2009. 18:40 |             |                                             |                                                               |
| Maccabi Netanya        | 1:4         | Galatasaray                                 | Bloomfield Stadion, Tel Aviv 3 Sudac: Nikolay Ivanov (Rusija) |
| Yampolsky 25'          | (izvještaj) | Hakan B. 30' Kewell 47' Sabri 53' Baroš 73' | Bloomfield Stadion, Tel Aviv 3 Sudac: Nikolay Ivanov (Rusija) |

| 30. srpnja 2009. 19:00 |             |                                                                     |                                                                                                |
| Fredrikstad            | 1:6         | Lech Poznań                                                         | Nye Fredrikstad Stadion, Fredrikstad Broj gledatelja: 6.198 Sudac: Mark Clattenburg (Engleska) |
| Borges 48'             | (izvještaj) | Wilk 10' Arboleda 22' 25' Lewandowski 51' Peszko 54' Bandrowski 56' | Nye Fredrikstad Stadion, Fredrikstad Broj gledatelja: 6.198 Sudac: Mark Clattenburg (Engleska) |

| 30. srpnja 2009. 19:00 |             |                                      |                                                                                            |
| IFK Göteborg           | 1:3         | Hapoel Tel-Aviv                      | Nye Gamla Ullevi, Gothenburg Broj gledatelja: 7.683 Sudac: Robert Schörgenhofer (Austrija) |
| Hysén 21'              | (izvještaj) | Shetcher 73' Yeboah 78' Natkho 90+5' | Nye Gamla Ullevi, Gothenburg Broj gledatelja: 7.683 Sudac: Robert Schörgenhofer (Austrija) |

| 30. srpnja 2009. 19:00      |             |                    |                                                    |
| Tromsø                      | 2:1         | Slaven Belupo      | Alfheim stadion, Tromsø Sudac: Pawel Gil (Poljska) |
| Moldskred 67' Rushfeldt 69' | (izvještaj) | Šafarić 38' (pen.) | Alfheim stadion, Tromsø Sudac: Pawel Gil (Poljska) |

| 30. srpnja 2009. 19:00 |             |            |                                                                                                 |
| CSKA Sofija            | 1:0         | Derry City | Nacionalni stadion Vasil Levski, Sofija 5 Broj gledatelja: 10.500 Sudac: Selçuk Dereli (Turska) |
| Stoyanov 74'           | (izvještaj) |            | Nacionalni stadion Vasil Levski, Sofija 5 Broj gledatelja: 10.500 Sudac: Selçuk Dereli (Turska) |

| 30. srpnja 2009. 19:00 |             |                    |                                                                                             |
| Brøndby                | 1:1         | Legia Varšava      | Brøndby Stadion, Brøndby Broj gledatelja: 6.955 Sudac: Carlos Velasco Carballo (Španjolska) |
| Farnerud 73' (pen.)    | (izvještaj) | Iwański 40' (pen.) | Brøndby Stadion, Brøndby Broj gledatelja: 6.955 Sudac: Carlos Velasco Carballo (Španjolska) |

| 30. srpnja 2009. 19:00            |             |                      |                                                                                |
| Metalurg Donjeck                  | 2:0         | Interblock Ljubljana | Metalurg Stadion, Donjeck Broj gledatelja: 3.000 Sudac: Robert Malek (Poljska) |
| Hodin 20' Mário Sérgio 50' (pen.) | (izvještaj) |                      | Metalurg Stadion, Donjeck Broj gledatelja: 3.000 Sudac: Robert Malek (Poljska) |

| 30. srpnja 2009. 19:00 |             |                         |                                                                                    |
| Vålerenga              | 1:2         | PAOK                    | Ullevaal Stadion, Oslo Broj gledatelja: 3.470 Sudac: Alexandru Deaconu (Rumunjska) |
| Storbæk 42'            | (izvještaj) | Lino 31' Muslimović 37' | Ullevaal Stadion, Oslo Broj gledatelja: 3.470 Sudac: Alexandru Deaconu (Rumunjska) |

| 30. srpnja 2009. 19:00                |             |        |                                                         |
| FK Vėtra                              | 0:3         | Fulham | Vėtra Stadion, Vilnius Sudac: Fritz Stuchlik (Austrija) |
| Zamora 45' Murphy 57' (pen.) Seol 85' | (izvještaj) |        | Vėtra Stadion, Vilnius Sudac: Fritz Stuchlik (Austrija) |

| 30. srpnja 2009. 19:15 |             |              |                                                      |
| Vojvodina              | 1:1         | Austria Wien | Marakana, Beograd 4 Sudac: Stuart Attwell (Engleska) |
| Gjurovski 45+2'        | (izvještaj) | Jun 38'      | Marakana, Beograd 4 Sudac: Stuart Attwell (Engleska) |

| 30. srpnja 2009. 19:15     |             |            |                                                                                         |
| Rapid Wien                 | 2:1         | APOP       | Stadion Gerhard Hanappi, Beč Broj gledatelja: 12.800 Sudac: Levan Paniashvili (Gruzija) |
| Maierhofer 25' Jelavić 57' | (izvještaj) | Semedo 79' | Stadion Gerhard Hanappi, Beč Broj gledatelja: 12.800 Sudac: Levan Paniashvili (Gruzija) |

| 30. srpnja 2009. 19:30 |             |                |                                                                           |
| Vaduz                  | 0:1         | Slovan Liberec | Rheinpark Stadion, Vaduz Broj gledatelja: 1.105 Sudac: Marco Borg (Malta) |
|                        | (izvještaj) | Blažek 43'     | Rheinpark Stadion, Vaduz Broj gledatelja: 1.105 Sudac: Marco Borg (Malta) |

| 30. srpnja 2009. 19:30 |             |                    |                                                                                    |
| MŠK Žilina             | 1:1         | Hajduk Split       | Stadion Pod Dubňom, Žilina Broj gledatelja: 6.012 Sudac: Anastassios Kakos (Grčka) |
| Kobylík 73' (pen.)     | (izvještaj) | Rafael Paraíba 52' | Stadion Pod Dubňom, Žilina Broj gledatelja: 6.012 Sudac: Anastassios Kakos (Grčka) |

| 30. srpnja 2009. 19:45                           |             |            |                                                                                 |
| Steaua Bukurešt                                  | 3:0         | Motherwell | Stadionul Steaua, Bukurešt Broj gledatelja: 25.000 Sudac: Cüneyt Cakir (Turska) |
| Craigan 31' (auto-gol) Nicoliţă 45+1' Stancu 60' | (izvještaj) |            | Stadionul Steaua, Bukurešt Broj gledatelja: 25.000 Sudac: Cüneyt Cakir (Turska) |

| 30. srpnja 2009. 20:00 |             |        |                                                                                      |
| Vaslui                 | 2:0         | Omonia | Stadionul Municipal, Vaslui Broj gledatelja: 7.000 Sudac: Douglas McDonald (Škotska) |
| Temwanjera 20' 55'     | (izvještaj) |        | Stadionul Municipal, Vaslui Broj gledatelja: 7.000 Sudac: Douglas McDonald (Škotska) |

| 30. srpnja 2009. 20:00 |             |             |                                                                                          |
| Polonia Varšava        | 0:1         | NAC Breda   | Stadion Polonii Warszawa, Varšava Broj gledatelja: 6.500 Sudac: Sascha Kever (Švicarska) |
|                        | (izvještaj) | Kwakman 40' | Stadion Polonii Warszawa, Varšava Broj gledatelja: 6.500 Sudac: Sascha Kever (Švicarska) |

| 30. srpnja 2009. 20:15 |             |                      | |
| Slavija                | 0:2         | Košice               | Stadion „Asim Ferhatović Hase”, Sarajevo 6 Broj gledatelja: 3.500 Sudac: Gediminas Mazeika (Litva) |
|                        | (izvještaj) | Novák 11' Škutka 60' | Stadion „Asim Ferhatović Hase”, Sarajevo 6 Broj gledatelja: 3.500 Sudac: Gediminas Mazeika (Litva) |

| 30. srpnja 2009. 20:30     |             |                       |                                                             |
| Club Brugge                | 3:2         | Lahti                 | Stadion Jan Breydel, Brugge Sudac: Alexei Nikolaev (Rusija) |
| Akpala 12' Blondel 35' 90' | (izvještaj) | Moilanen 6' Korte 50' | Stadion Jan Breydel, Brugge Sudac: Alexei Nikolaev (Rusija) |

| 30. srpnja 2009. 20:35 |             |                                                           |                                                                                  |
| Randers                | 0:4         | Hamburg                                                   | Essex Park Randers, Randers Broj gledatelja: 5.800 Sudac: Anton Genov (Bugarska) |
|                        | (izvještaj) | Guerrero 11' Boateng 24' Petrić 53' Trochowski 80' (pen.) | Essex Park Randers, Randers Broj gledatelja: 5.800 Sudac: Anton Genov (Bugarska) |

| 30. srpnja 2009. 20:45 |             |                                                    |                                                                                          |
| Aberdeen               | 1:5         | Sigma Olomouc                                      | Pittodrie Stadion, Aberdeen Broj gledatelja: 13.973 Sudac: Jérôme Laperriere (Švicarska) |
| Mulgrew 23'            | (izvještaj) | Hubník 18' Bajer 65' Petr 69' Ordoš 83' Hořava 90' | Pittodrie Stadion, Aberdeen Broj gledatelja: 13.973 Sudac: Jérôme Laperriere (Švicarska) |

| 30. srpnja 2009. 20:45 |             |                |                                                                            |
| St Patrick's Athletic  | 1:0         | Krylia Sovetov | Richmond Park, Dublin Broj gledatelja: 3.500 Sudac: Zsolt Szabó (Mađarska) |
| O'Brien 71'            | (izvještaj) |                | Richmond Park, Dublin Broj gledatelja: 3.500 Sudac: Zsolt Szabó (Mađarska) |

| 30. srpnja 2009. 20:45 |             |            | |
| PSV Eindhoven          | 1:0         | Černo More | Philips Stadion, Eindhoven Broj gledatelja: 13.170 Sudac: Lucílio Cardoso Cortez Batista (Portugal) |
| Marcellis 90+3'        | (izvještaj) |            | Philips Stadion, Eindhoven Broj gledatelja: 13.170 Sudac: Lucílio Cardoso Cortez Batista (Portugal) |

| 30. srpnja 2009. 20:45 |             |                       |                                                                                        |
| Sevojno                | 0:2         | Lille                 | Stadion Partizana, Beograd 7 Broj gledatelja: 3.000 Sudac: Martin Ingvarsson (Švedska) |
|                        | (izvještaj) | Vittek 34' Hazard 39' | Stadion Partizana, Beograd 7 Broj gledatelja: 3.000 Sudac: Martin Ingvarsson (Švedska) |

| 30. srpnja 2009. 20:45                               |             |                 |                                                                  |
| Fenerbahçe                                           | 5:1         | Budapest Honvéd | Stadion Şükrü Saracoğlu, Istanbul Sudac: Knut Kircher (Njemačka) |
| Roberto Carlos 13' Daniel Güiza 30' 40' 61' Alex 69' | (izvještaj) | Zsolnai 78'     | Stadion Şükrü Saracoğlu, Istanbul Sudac: Knut Kircher (Njemačka) |

| 30. srpnja 2009. 20:45              |             |            |                                                                                |
| Helsingborg                         | 2:1         | Sarajevo   | Olympia, Helsingborg Broj gledatelja: 11.136 Sudac: Mark Steven Whitby (Wales) |
| C. Andersson 6' (pen.) Skúlason 58' | (izvještaj) | Hadžić 22' | Olympia, Helsingborg Broj gledatelja: 11.136 Sudac: Mark Steven Whitby (Wales) |

| 30. srpnja 2009. 20:45           |             |           |                                                                                         |
| Roma                             | 3:1         | Gent      | Stadio Olimpico, Rim Broj gledatelja: 38.000 Sudac: Paulo Manuel Gomes Costa (Portugal) |
| Totti 55' 73' (pen.) Vučinić 85' | (izvještaj) | Mbaye 22' | Stadio Olimpico, Rim Broj gledatelja: 38.000 Sudac: Paulo Manuel Gomes Costa (Portugal) |

| 30. srpnja 2009. 21:00 |             |                          |                                                                              |
| Rijeka                 | 1:2         | Metalist Harkiv          | Stadion Kantrida, Rijeka Broj gledatelja: 7.500 Sudac: Jouni Hyytiä (Finska) |
| Ahmad Sharbini 59'     | (izvještaj) | Eremenko 43' Lysenko 85' | Stadion Kantrida, Rijeka Broj gledatelja: 7.500 Sudac: Jouni Hyytiä (Finska) |

| 30. srpnja 2009. 21:15            |             |                                |                                                                                            |
| KR                                | 2:2         | Basel                          | KR-völlur, Reykjavík Broj gledatelja: 1.500 Sudac: Fernando Teixeira Vitienes (Španjolska) |
| Benediktsson 6' G. Sigurðarson 9' | (izvještaj) | Chipperfield 58' Almerares 83' | KR-völlur, Reykjavík Broj gledatelja: 1.500 Sudac: Fernando Teixeira Vitienes (Španjolska) |

| 30. srpnja 2009. 21:30 |             |             |                                                                                   |
| Athletic Bilbao        | 0:1         | Young Boys  | San Mamés Stadium, Bilbao Broj gledatelja: 30.000 Sudac: Costas Kapitanis (Cipar) |
|                        | (izvještaj) | Doumbia 23' | San Mamés Stadium, Bilbao Broj gledatelja: 30.000 Sudac: Costas Kapitanis (Cipar) |

| 30. srpnja 2009. 21:45 |             |                            |                                                                    |
| Braga                  | 1:2         | Elfsborg                   | Estádio Municipal, Braga Sudac: Cesar Muniz Fernandez (Španjolska) |
| Meyong 50' (pen.)      | (izvještaj) | Daníelsson 16' Bajrami 73' | Estádio Municipal, Braga Sudac: Cesar Muniz Fernandez (Španjolska) |

Bilješke
- 1 Igrano u Podgorici na stadionu Pod Goricom, jer stadion Petrovca, Pod Malim Brdom nema UEFA licencu.
- 2 Igrano u Helsinkiju na stadionu Töölön Pallokenttäu jer je Honkin stadion, Tapiolan Urheilupuisto na renovaciji.
- 3 Igrano u Tel Aviv na stadionu Bloomfield, jer će se Maccabi Netanyin Sar-Tov Stadion ubrzo razrušiti.
- 4 Igrano u Beogradu na Marakani, jer Vojvodinin Stadion Karađorđe nema UEFA licencu.
- 5 Igrano u Sofiji na Nacionalnom stadionu Vasil Levski, jer je CSKA-ov stadion Balgarska Armiya na renovaciji.
- 6 Igrano u Sarajevu na stadionu „Asim Ferhatović Hase”, jer Slavijin stadion, SRC Slavija nema UEFA licencu.
- 7 Igrano u Beogradu na Stadionu Partizana, jer Sevojnov stadion kraj Valjaonice nema UEFA licencu.

### Uzvratne utakmice
| 4. kolovoza 2009. 18:00 |             |            |                                                                                  |
| Omonia                  | 1:1         | Vaslui     | GSP Stadion, Nikozija Broj gledatelja: 15.547 Sudac: Paolo Tagliavento (Italija) |
| Żurawski 84' (pen.)     | (izvještaj) | Wesley 60' | GSP Stadion, Nikozija Broj gledatelja: 15.547 Sudac: Paolo Tagliavento (Italija) |

| 6. kolovoza 2009. 16:00 |             |                                  |                                                                                    |
| Krylia Sovetov          | 3:2         | St Patrick's Athletic            | Metallurg Stadion, Samara Broj gledatelja: 17.000 Sudac: Tommy Skjerven (Norveška) |
| Bober 41' Savin 53' 57' | (izvještaj) | Bober 73' (auto-gol) O'Brien 79' | Metallurg Stadion, Samara Broj gledatelja: 17.000 Sudac: Tommy Skjerven (Norveška) |

| 6. kolovoza 2009. 17:00  |             |              |                                                                  |
| Karabakh                 | 2:1         | Honka        | Stadion Tofik Bakhramov, Baku 1 Sudac: Tomasz Mikulski (Poljska) |
| Mammadov 32' Sadygov 81' | (izvještaj) | Koskinen 34' | Stadion Tofik Bakhramov, Baku 1 Sudac: Tomasz Mikulski (Poljska) |

| 6. kolovoza 2009. 17:00           |             |                |                                                                                     |
| Košice                            | 3:1         | Slavija        | Lokomotíva Stadion, Košice Broj gledatelja: 8.250 Sudac: Stanislav Sukhina (Rusija) |
| Novák 2' Bašista 55' Cicman 90+1' | (izvještaj) | Đermanović 17' | Lokomotíva Stadion, Košice Broj gledatelja: 8.250 Sudac: Stanislav Sukhina (Rusija) |

| 6. kolovoza 2009. 18:00 |             |       |                                                                                      |
| Slovan Liberec          | 2:0         | Vaduz | U Nisy Stadion, Liberec Broj gledatelja: 4.822 Sudac: Markus Strömbergsson (Švedska) |
| Kerić 17' Nezmar 22'    | (izvještaj) |       | U Nisy Stadion, Liberec Broj gledatelja: 4.822 Sudac: Markus Strömbergsson (Švedska) |

| 6. kolovoza 2009. 18:00 |             |                          |                                                                             |
| Černo More              | 0:1         | PSV Eindhoven            | Lazur stadion, 2 Broj gledatelja: 9.500 Sudac: Thorsten Kinhöfer (Njemačka) |
|                         | (izvještaj) | Coulibaly 30' (auto-gol) | Lazur stadion, 2 Broj gledatelja: 9.500 Sudac: Thorsten Kinhöfer (Njemačka) |

| 6. kolovoza 2009. 18:30 |             |                       |                                                                                    |
| Lech Poznań             | 1:2         | Fredrikstad           | Stadion Amica, Wronki 3 Broj gledatelja: 5.000 Sudac: Cyril Zimmermann (Švicarska) |
| Lewandowski 50'         | (izvještaj) | Gashi 31' Piiroja 35' | Stadion Amica, Wronki 3 Broj gledatelja: 5.000 Sudac: Cyril Zimmermann (Švicarska) |

| 6. kolovoza 2009. 19:00 |             |              |                                                                |
| Hapoel Tel-Aviv         | 1:1         | IFK Göteborg | Bloomfield Stadium, Tel Aviv Sudac: Vladimir Hrinak (Slovačka) |
| Zandberg 14'            | (izvještaj) | Stiller 52'  | Bloomfield Stadium, Tel Aviv Sudac: Vladimir Hrinak (Slovačka) |

| 6. kolovoza 2009. 19:00 |             |                   |                                                                             |
| Slaven Belupo           | 0:2         | Tromsø            | Gradski Stadion, Koprivnica Broj gledatelja: 3.000 Sudac: Jiri Jech (Češka) |
|                         | (izvještaj) | Rushfeldt 14' 82' | Gradski Stadion, Koprivnica Broj gledatelja: 3.000 Sudac: Jiri Jech (Češka) |

| 6. kolovoza 2009. 19:00 |             |             |                                                                   |
| Lahti                   | 1:1         | Club Brugge | Lahden Stadion, Lahti Sudac: Duarte Nuno Pereira Gomes (Portugal) |
| Vanninen 87'            | (izvještaj) | Akpala 76'  | Lahden Stadion, Lahti Sudac: Duarte Nuno Pereira Gomes (Portugal) |

| 6. kolovoza 2009. 19:00 |             |         | |
| Lille                   | 2:0         | Sevojno | Stadium Lille-Metropole, Villeneuve d'Ascq 4 Broj gledatelja: 14.000 Sudac: Michael Koukoulakis (Grčka) |
| Cabaye 73' de Melo 85'  | (izvještaj) |         | Stadium Lille-Metropole, Villeneuve d'Ascq 4 Broj gledatelja: 14.000 Sudac: Michael Koukoulakis (Grčka) |

| 6. kolovoza 2009. 19:15                           |             |          |                                                                        |
| Sturm Graz                                        | 5:0         | Petrovac | UPC-Arena, Graz Broj gledatelja: 11.800 Sudac: Marcin Borski (Poljska) |
| Muratović 30' Hölzl 43' 49' Hassler 56' Weber 83' | (izvještaj) |          | UPC-Arena, Graz Broj gledatelja: 11.800 Sudac: Marcin Borski (Poljska) |

| 6. kolovoza 2009. 19:15                 |             |                         |                                                                                 |
| APOP                                    | 2:2 (pr.)   | Rapid Wien              | GSP Stadion, Nikozija 5 Broj gledatelja: 3.227 Sudac: Espen Berntsen (Norveška) |
| Edgar Marcelino 43' (pen.) González 81' | (izvještaj) | Konrad 30' Trimmel 111' | GSP Stadion, Nikozija 5 Broj gledatelja: 3.227 Sudac: Espen Berntsen (Norveška) |

| 6. kolovoza 2009. 19:15                       |             |                    |                                                                          |
| Austria Wien                                  | 4:2         | Vojvodina          | Horr Stadion, Beč Broj gledatelja: 8.000 Sudac: Oleg Oriekhov (Ukrajina) |
| Jun 45' Sulimani 63' Diabing 81' Okotie 90+3' | (izvještaj) | Mrđa 31' Tadić 58' | Horr Stadion, Beč Broj gledatelja: 8.000 Sudac: Oleg Oriekhov (Ukrajina) |

| 6. kolovoza 2009. 19:30         |             |                       |                                                                           |
| Basel                           | 3:1         | KR                    | St. Jakob-Park, Basel Broj gledatelja: 13.117 Sudac: Tony Asumaa (Finska) |
| Frei 29' 80' (pen.) Shaqiri 77' | (izvještaj) | Takefusa 45+1' (pen.) | St. Jakob-Park, Basel Broj gledatelja: 13.117 Sudac: Tony Asumaa (Finska) |

| 6. kolovoza 2009. 19:30 |             |                          |                                                                          |
| Young Boys              | 1:2         | Athletic Bilbao          | Stade de Suisse, Bern Broj gledatelja: 21.277 Sudac: Alon Yefet (Izrael) |
| Frimpong 90+2'          | (izvještaj) | Llorente 26' Muniain 72' | Stade de Suisse, Bern Broj gledatelja: 21.277 Sudac: Alon Yefet (Izrael) |

| 6. kolovoza 2009. 20:00                   |             |                 |                                                                      |
| Galatasaray                               | 6:0         | Maccabi Netanya | Stadion Ali Sami Yen, Istanbul Sudac: Michael Leslie Dean (Engleska) |
| Özbek 2' 49' Keïta 6' Nonda 53' 57' 90+1' | (izvještaj) |                 | Stadion Ali Sami Yen, Istanbul Sudac: Michael Leslie Dean (Engleska) |

| 6. kolovoza 2009. 20:00     |             |                               |                                                                                           |
| Legia Varšava               | 2:2         | Brøndby                       | Stadion Wojska Polskiego, Varšava Broj gledatelja: 4.500 Sudac: Fredy Fautrel (Francuska) |
| Giza 16' Iwański 55' (pen.) | (izvještaj) | von Schlebrügge 6' Madsen 59' | Stadion Wojska Polskiego, Varšava Broj gledatelja: 4.500 Sudac: Fredy Fautrel (Francuska) |

| 6. kolovoza 2009. 20:00 |             |                |                                                                                      |
| Derry City              | 1:1         | CSKA Sofija    | Brandywell Stadium, Derry Broj gledatelja: 2.700 Sudac: Jérome Efong Nzolo (Belgija) |
| Scullion 82'            | (izvještaj) | Marquinhos 70' | Brandywell Stadium, Derry Broj gledatelja: 2.700 Sudac: Jérome Efong Nzolo (Belgija) |

| 6. kolovoza 2009. 20:00 |             |                                              |                                                          |
| Interblock Ljubljana    | 0:3         | Metalurg Donjeck                             | Športni Park, Domžale 6 Sudac: Michael Svendsen (Danska) |
|                         | (izvještaj) | Mkhitaryan 67' Mguni 73' Dimitrov 85' (pen.) | Športni Park, Domžale 6 Sudac: Michael Svendsen (Danska) |

| 6. kolovoza 2009. 20:00           |             |                 |                                                                                       |
| NAC Breda                         | 3:1         | Polonia Varšava | Rat Verlegh Stadion, Breda Broj gledatelja: 12.500 Sudac: Kristinn Jakobsson (Island) |
| Amoah 25' Lurling 45' Kwakman 81' | (izvještaj) | Ivanovski 59'   | Rat Verlegh Stadion, Breda Broj gledatelja: 12.500 Sudac: Kristinn Jakobsson (Island) |

| 6. kolovoza 2009. 20:00 |             |                 |                                                                              |
| Budapest Honvéd         | 1:1         | Fenerbahçe      | Bozsik Stadion, Budimpešta Broj gledatelja: 0 Sudac: Paul Allaerts (Belgija) |
| Fritz 87'               | (izvještaj) | André Santos 9' | Bozsik Stadion, Budimpešta Broj gledatelja: 0 Sudac: Paul Allaerts (Belgija) |

| 6. kolovoza 2009. 20:00                   |             |          |                                                                                 |
| Sigma Olomouc                             | 3:0         | Aberdeen | Andrův stadion, Olomouc Broj gledatelja: 7.405 Sudac: Michael Weiner (Njemačka) |
| Janotka 5' Kaščák 13' (pen.) Hubník 45+1' | (izvještaj) |          | Andrův stadion, Olomouc Broj gledatelja: 7.405 Sudac: Michael Weiner (Njemačka) |

| 6. kolovoza 2009. 20:00 |             |        |                                                        |
| Metalist Kharkiv        | 2:0         | Rijeka | Stadion Metalist, Kharkiv Sudac: Radek Matejek (Češka) |
| Gueye 12' Oliynik 60'   | (izvještaj) |        | Stadion Metalist, Kharkiv Sudac: Radek Matejek (Češka) |

| 6. kolovoza 2009. 20:00 |             |       |                                                                                |
| Elfsborg                | 2:0         | Braga | Borås Arena, Borås Broj gledatelja: 8.548 Sudac: Richard Liesveld (Nizozemska) |
| Keene 16' 32'           | (izvještaj) |       | Borås Arena, Borås Broj gledatelja: 8.548 Sudac: Richard Liesveld (Nizozemska) |

| 6. kolovoza 2009. 20:05 |             |            |                                                     |
| Odense                  | 3:0         | Rabotnički | Fionia Park, Odense Sudac: Hannes Kaasik (Estonija) |
| Utaka 52' 76' 80'       | (izvještaj) |            | Fionia Park, Odense Sudac: Hannes Kaasik (Estonija) |

| 6. kolovoza 2009. 20:15 |             |             |                                                                               |
| Sarajevo                | 2:1 (pr.)   | Helsingborg | Stadion „Asim Ferhatović Hase”, Sarajevo Sudac: Alexey Kulbakov (Bjelorusija) |
| Hadžić 38' Avdić 78'    | (izvještaj) | Jönsson 2'  | Stadion „Asim Ferhatović Hase”, Sarajevo Sudac: Alexey Kulbakov (Bjelorusija) |

|                                                  |     | jedanaesterci                               |  |  |
| Jahović Ihtijarević Rizvanović Maksumić Hamzagić | 5:4 | Sundin Ekstrand Nilsson Makondele Wahlstedt |  |  |
|                                                  |     |                                             |  |  |

| 6. kolovoza 2009. 20:30 |             |          |                                                                                    |
| Hamburg                 | 0:1         | Randers  | HSH Nordbank Arena, Hamburg Broj gledatelja: 41.793 Sudac: Kevin Blom (Nizozemska) |
|                         | (izvještaj) | Berg 35' | HSH Nordbank Arena, Hamburg Broj gledatelja: 41.793 Sudac: Kevin Blom (Nizozemska) |

| 6. kolovoza 2009. 20:30 |             |                                                                     |                                                                                 |
| Gent                    | 1:7         | Roma                                                                | Jules Ottenstadion, Gent Broj gledatelja: 11.800 Sudac: Manuel Gräfe (Njemačka) |
| Smolders 78'            | (izvještaj) | Totti 35' 56' 64' (pen.) de Rossi 58' 74' Menez 80' Okaka Chuka 86' | Jules Ottenstadion, Gent Broj gledatelja: 11.800 Sudac: Manuel Gräfe (Njemačka) |

| 6. kolovoza 2009. 20:45 |             |           |                                                                                  |
| PAOK                    | 0:1         | Vålerenga | Toumba Stadion, Thessaloniki Broj gledatelja: 26.500 Sudac: Luca Banti (Italija) |
|                         | (izvještaj) | Berre 60' | Toumba Stadion, Thessaloniki Broj gledatelja: 26.500 Sudac: Luca Banti (Italija) |

| 6. kolovoza 2009. 20:45 |             |                                 |                                                                                          |
| Motherwell              | 1:3         | Steaua Bukurešt                 | Excelsior Stadium, Airdrie 7 Broj gledatelja: 4.975 Sudac: arlos Clos Gomez (Španjolska) |
| Forbes 17'              | (izvještaj) | Marin 55' (pen.) Stancu 67' 84' | Excelsior Stadium, Airdrie 7 Broj gledatelja: 4.975 Sudac: arlos Clos Gomez (Španjolska) |

| 6. kolovoza 2009. 20:45                         |             |                                  |                                                                           |
| Crvena zvezda                                   | 5:2         | Dinamo Tbilisi                   | Marakana, Beograd Broj gledatelja: 30.000 Sudac: Said Ennjimi (Francuska) |
| Perović 18' Lekić 26' 45+2' 88' Cadu 76' (pen.) | (izvještaj) | Lekić 3' (auto-gol) Vatsadze 24' | Marakana, Beograd Broj gledatelja: 30.000 Sudac: Said Ennjimi (Francuska) |

| 6. kolovoza 2009. 21:00 |             |             |                                                                       |
| Hajduk Split            | 0:1         | MŠK Žilina  | Poljud, Split Broj gledatelja: 28.000 Sudac: Bas Nijhuis (Nizozemska) |
|                         | (izvještaj) | Lietava 76' | Poljud, Split Broj gledatelja: 28.000 Sudac: Bas Nijhuis (Nizozemska) |

| 6. kolovoza 2009. 21:00      |             |       |                                                                             |
| Fulham                       | 3:0         | Vėtra | Craven Cottage, London Broj gledatelja: 15.016 Sudac: Istvan Vad (Mađarska) |
| Etuhu 57' A. Johnson 80' 84' | (izvještaj) |       | Craven Cottage, London Broj gledatelja: 15.016 Sudac: Istvan Vad (Mađarska) |

| 6. kolovoza 2009. 22:00 |             |             |                                                                                 |
| Paços de Ferreira       | 0:1         | Bnei Yehuda | Estádio D. Afonso Henriques, Guimarães 8 Sudac: Aleksandar Stavrev (Makedonija) |
|                         | (izvještaj) | Atar 31'    | Estádio D. Afonso Henriques, Guimarães 8 Sudac: Aleksandar Stavrev (Makedonija) |

Bilješke
- 1 Igrano u Bakuu na Stadion Tofik Bakhramovu, jer Karabakhov olimpijski stadion Guzanli nema UEFA licencu.
- 2 Igrano u Burgasu na Lazur stadionu, jer Černov Ticha stadion nema UEFA licencu.
- 3 Igrano u Wronkiju na Stadion Amicau, jer je Lech Poznańov Stadion Miejski na renovaciji.
- 4 Igrano u Villeneuve d'Ascqu na stadionu Lille-Metropole, jer ga Lilleov Stade Grimonprez Jooris trenutno mijenja. 2012., stadion Grimonprez Jooris će se zamijeniti sa Stade Borne de l'Espoirom.
- 5 Igrano u Nikoziji na GSP Stadionu, jer APOP-ov gradski stadion Peyia nema UEFA licencu.
- 6 Igrano u Domžalu na Športnom Parku, jer Interblockov ŽŠD Stadion nema UEFA licencu.
- 7 Igrano u Airdrieu na Excelsior Stadiumu, jer je Motherwellov Fir Park na renovaciji.
- 8 Igrano u Guimarãesu na Estádio D. Afonso Henriquesu, jer Paçosov Estádio da Mata Real nema UEFA licencu.